# Lasionycta sierra
Lasionycta sierra es una especie de mariposa nocturna de la familia Noctuidae.
Habita en las Sierra Nevada de California .
Habita en bosques subalpinos y tundra alpina, y es nocturna. 
Su envergadura es de 32–34 mm en el caso de los machos y 35–36 mm en las hembras. Los adultos vuelan desde inicios de julio hasta fines de agosto.
- Datos: Q6493465
- Multimedia: Lasionycta sierra / Q6493465
- Especies: Lasionycta sierra